# Tacuna delecta
Tacuna delecta är en spindelart som beskrevs av George William Peckham och Elizabeth Maria Gifford Peckham 1901. 
Tacuna delecta ingår i släktet Tacuna och familjen hoppspindlar. Inga underarter finns listade i Catalogue of Life.